# Lorenzo Papanti
Lorenzo Papanti (1799 – 1873) è stato un coreografo italiano naturalizzato statunitense.
Emigrato da giovane negli Stati Uniti d'America, aprì una rinomata scuola di danza a Boston.

## Biografia
Nato in una famiglia nobiliare, entrò nell'esercito del Granducato di Toscana. Motivi politici lo spinsero a cercar rifugio a bordo della USS Ironsides e ad abbandonare l'Italia. 
Dopo aver servito nella banda di alcune navi da guerra americane, lo troviamo nel 1823 come maestro di ballo della United States Military Academy a West Point. Si trasferisce poi a Boston dove ebbe un posto di musicista al Boston Theatre ma presto lo lasciò per formare una scuola di danza, sembra introducendo per la prima volta il waltzer negli Stati Uniti in una dimostrazione data nel 1834 nel salotto di "Mrs. Harrison Gray Otis" a Boston. Le cronache riportano che la società bostoniana fu scioccata da un "ballo così indecoroso", ma Papanti ebbe così tanto successo da poter aprire nel 1837 la sua Accademia di danza in una sede prestigiosa su Tremont Road, davanti al Boston Museum. Dal 1837 al 1899 l'Accademia insegnò a danzare ai ragazzi e alla ragazze dell'alta società bostoniana e divenne un salotto illustre non solo per il ballo. Fu in questa sede che Charles Dickens lesse alcuni brani del suo libro Il circolo Pickwick (The Pickwick Papers) durante la sua prima visita a Boston nel 1842.